# Новоалександровка (Казахстан)
Новоалекса́ндровка (каз. Новоалександровка) — село у складі Кизилжарського району Північноказахстанської області Казахстану. Входить до складу Новонікольського сільського округу.
Населення — 180 осіб (2021; 265 у 2009, 341 у 1999, 432 у 1989).
Національний склад станом на 1989 рік:
- казахи — 56 %
- німці — 28 %.